# Citharichthys amblybregmatus
Citharichthys amblybregmatus is een straalvinnige vissensoort uit de familie van schijnbotten (Paralichthyidae). De wetenschappelijke naam van de soort is voor het eerst geldig gepubliceerd in 1970 door Gutherz & Blackman.